# Джимара
Джимара (Джимарай-хох або Гімараєш-хох, груз. ჯიმარა, ос. Джимараї хох) — вершина  Великого Кавказу. Висота 4780 м. Розташована на схід від Безенгі і в 9 км на захід від Казбека. Зі схилів Джимари спускають два льодовика: на західному схилі — льодовик Мідаграбін, на південному схилі — льодовик Суатісі.

## Ресурси Інтернету
- Вершина Джимара [Архівовано 5 листопада 2011 у Wayback Machine.]